# 馬場のぶえ
馬場 のぶえ（ばば のぶえ、1975年2月27日 - ）は、フリーアナウンサー。広島テレビ放送（HTV）の元アナウンサー。福井県坂井市（旧・坂井郡丸岡町）出身。

## 来歴
福井県立藤島高等学校を経て、日本大学芸術学部を卒業後の1997年に広島テレビ放送へ入社した。夕方のニュース・生活情報番組『柏村武昭のテレビ宣言』（その後『テレビ宣言にゅー』→『テレビ宣言』と改題）や『進め!スポーツ元気丸』など同局の看板番組に出演する。
2003年6月に結婚した。2004年、2007年、2011年に出産し、3児（2男1女）の母親である。
2017年11月23日、フレスタPresents 第4回ひろしま42.195kmリレーマラソンに参加した『テレビ派』チームの総監督を務めた。
2017年12月9日、『テレビ派』メンバー7人で臨んだIstyle presents TGC HIROSHIMA 2017 by TOKYO GIRLS COLLECTIONで、馬場はファンであるカープの選手・安部友裕の覇気Tシャツを着て登場して覇気ポーズを披露し、人生初のランウェイを歩いた。
2018年3月7日、広島市東消防署 一日消防署長を務めた。また、当日、指揮者として広島テレビ新社屋で消火訓練の見守りを行ったほか、講演会などを行った。
アナウンス部チーフアナウンサーを務めていた。
2024年9月2日、数カ月前に目の病気を患ったことを明かし、10月いっぱいで退社することを報告した。退社後は、フリーアナウンサーとして引き続き広島を拠点に活動している。

## 人物
- 現在は廃刊した広島地方のタウン情報誌「月刊レジャー広島」1997年6月号の広島テレビ放送の広告ページ（現在も使用中の広島テレビ放送のマスコットの名前が「ピッピ」に決定したことを報告したもの）では「馬場庸江」と記載されている。こちらが本名であるが、その後間もなく表記を現在の「馬場のぶえ」に変更した（「月刊レジャー広島」1997年9月号の新人アナウンサー紹介コーナーでは現在の氏名表記で紹介されている）。
- 嵐のファンで、大阪ドームでのコンサートに行ったことがある[6]。福岡ドームでのコンサートに行ったこともある[7]。
- 入社1年目の時に24時間テレビ 「愛は地球を救う」の募金会場で、中継が入っていない間のトーク中に、先輩アナウンサーから「プロ野球はどこのファン？」と聞かれた時に「東京での大学生時代に周りがほとんど巨人ファンだったので、一緒に（巨人を）応援していました」と言ってしまい、その瞬間に会場が静まり返り、雰囲気が一変したという。「冗談でも広島で「巨人ファン」などということを言っては、生きづらいと実感した」と話している。また同じ時に「広島の好きな場所」と話題を振られた時に「瀬戸内海」と答えた時に「瀬戸内海のどこ？」と尋ねられて「浜田」と、日本海側の都市の名前を挙げるという失敗をしたことがある[8]。
- 広島市内の（社）地域動物コミュニケーションズの保護猫2匹 茶トラ（オス）、茶と黒のサビ（メス）の譲渡を受けて里親になり飼っている愛猫家である。

## 現在の出演番組
テレビ
- 馬場のぶえのひろしま脳トレ（2025年4月13日 - 、広島テレビ）※広島市広報番組

ラジオ
- ばばラジCafe（2025年4月5日 - 、RCCラジオ）

## 過去の出演番組
広島テレビアナウンサー時代
- 柏村武昭のテレビ宣言（1997年12月 - 2001年3月）MC
- テレビ宣言にゅー（2001年4月 - 2004年3月）MC
- テレビ宣言（2005年4月 - 2007年8月）MC
- 旬感テレビ派ッ!（2008年10月 - 2011年）MC
- 進め!スポーツ元気丸
- 天気のツボ
- テレビ派（2012年3月19日 - 2024年9月27日）MC
  - MC時代はコーナー「ひろしまケンケンプロジェクト」や番組ラストの「あした占い」などを担当していた。
- NNNストレイトニュース
- テレビ派増刊号（2017年 - ） 日曜6：30 - 7：00　不定期で「ひろしまケンケンプロジェクト」を再放送
- 広島県議会ダイジェスト MC
- ZERO×選挙2017 第1部（2017年10月22日） 広島ローカルパートMC
- ピッピと学ぶ イキイキ長生き検定 PART2 健康寿命は腸で決まる!美腸を作る3種の神器SP（2017年11月18日）MC
- NNNドキュメント'18「全員主役で全員脇役?甲子園の名将 中井監督のコトバ?」（2018年3月18日、日本テレビ）ナレーション
- テレビ派特番 ポルノグラフィティ新藤晴一の『ハルイチノオト』〜空と海が交じる しまなみ故郷がえり〜（2018年12月29日）
- 情報ライブ ミヤネ屋（2019年10月14日、読売テレビ）MC林マオの夏休み代打MC
- テレビ派特報 岸田新総裁誕生（2021年9月30日）MC
- ZERO選挙 広島（2022年7月10日）MC

フリーアナウンサー時代
- コネクト「#広島推し〜みんなの“推し”でつくるテレビ〜」（2024年12月20日、NHK広島）
- テレビ派（2025年2月27日[9]、4月18日、広島テレビ）

## 著書
- ドタバタかいご備忘録（2020年3月14日、ザメディジョン）ISBN 978-4862506641
- ドタバタアナウンサー回顧録（2024年2月27日、ザメディジョン）ISBN 978-4862508232